# Айдахо-Сіті (Айдахо)
Айдахо-Сіті (англ. Idaho City) — місто і окружний центр в окрузі Бойсі, штат Айдахо, США. Лежить приблизно за 58 км на північний схід від міста Бойсе. Згідно з переписом 2010 року населення становило 485 осіб, що на 27 осіб більше, ніж 2000 року

## Географія
Айдахо-Сіті розташоване за координатами 43°49′41″ пн. ш. 115°49′52″ зх. д. / 43.82806° пн. ш. 115.83111° зх. д. (43.828184, -115.831237).  За даними Бюро перепису населення США в 2010 році місто мало площу 1,74 км², з яких 1,73 км² — суходіл та 0,00 км² — водойми.

### Клімат
| Клімат : Айдахо-Сіті               | Клімат : Айдахо-Сіті | Клімат : Айдахо-Сіті | Клімат : Айдахо-Сіті | Клімат : Айдахо-Сіті | Клімат : Айдахо-Сіті | Клімат : Айдахо-Сіті | Клімат : Айдахо-Сіті | Клімат : Айдахо-Сіті | Клімат : Айдахо-Сіті | Клімат : Айдахо-Сіті | Клімат : Айдахо-Сіті | Клімат : Айдахо-Сіті | Клімат : Айдахо-Сіті |
| Показник                           | Січ.                 | Лют.                 | Бер.                 | Квіт.                | Трав.                | Черв.                | Лип.                 | Серп.                | Вер.                 | Жовт.                | Лист.                | Груд.                | Рік                  |
| Абсолютний максимум, °C            | 13,3                 | 18,3                 | 24,4                 | 31,1                 | 35,0                 | 41,1                 | 42,8                 | 41,1                 | 37,8                 | 32,8                 | 23,9                 | 17,8                 | 42,8                 |
| Середній максимум, °C              | 1,6                  | 5,0                  | 8,9                  | 14,1                 | 19,3                 | 24,5                 | 29,9                 | 29,8                 | 24,1                 | 17,1                 | 6,6                  | 1,6                  | 15,2                 |
| Середній мінімум, °C               | −11                  | −9,4                 | −5,6                 | −2,4                 | 1,4                  | 4,6                  | 6,9                  | 6,1                  | 1,6                  | −2,9                 | −6,4                 | −10,8                | −2,3                 |
| Абсолютний мінімум, °C             | −38,9                | −37,2                | −28,9                | −22,2                | −8,3                 | −4,4                 | −3,3                 | −4,4                 | −11,7                | −16,7                | −27,8                | −35,6                | −38,9                |
| Норма опадів, мм                   | 87                   | 70                   | 62                   | 47                   | 48                   | 34                   | 17                   | 13                   | 29                   | 37                   | 78                   | 89                   | 611                  |
| Днів з опадами                     | 11,1                 | 10,6                 | 10,6                 | 8,8                  | 8,6                  | 6,0                  | 3,1                  | 2,7                  | 4,0                  | 5,8                  | 11,5                 | 12,0                 | 94,8                 |
| Днів зі снігом                     | 7,1                  | 4,9                  | 2,0                  | 0,4                  | 0,0                  | 0,0                  | 0,0                  | 0,0                  | 0,0                  | 0,0                  | 3,7                  | 7,2                  | 25,3                 |
| ---------------------------------- | -------------------- | -------------------- | -------------------- | -------------------- | -------------------- | -------------------- | -------------------- | -------------------- | -------------------- | -------------------- | -------------------- | -------------------- | -------------------- |
| Джерело: NOAA (normals, 1971–2000) |                      |                      |                      |                      |                      |                      |                      |                      |                      |                      |                      |                      |                      |

## Демографія

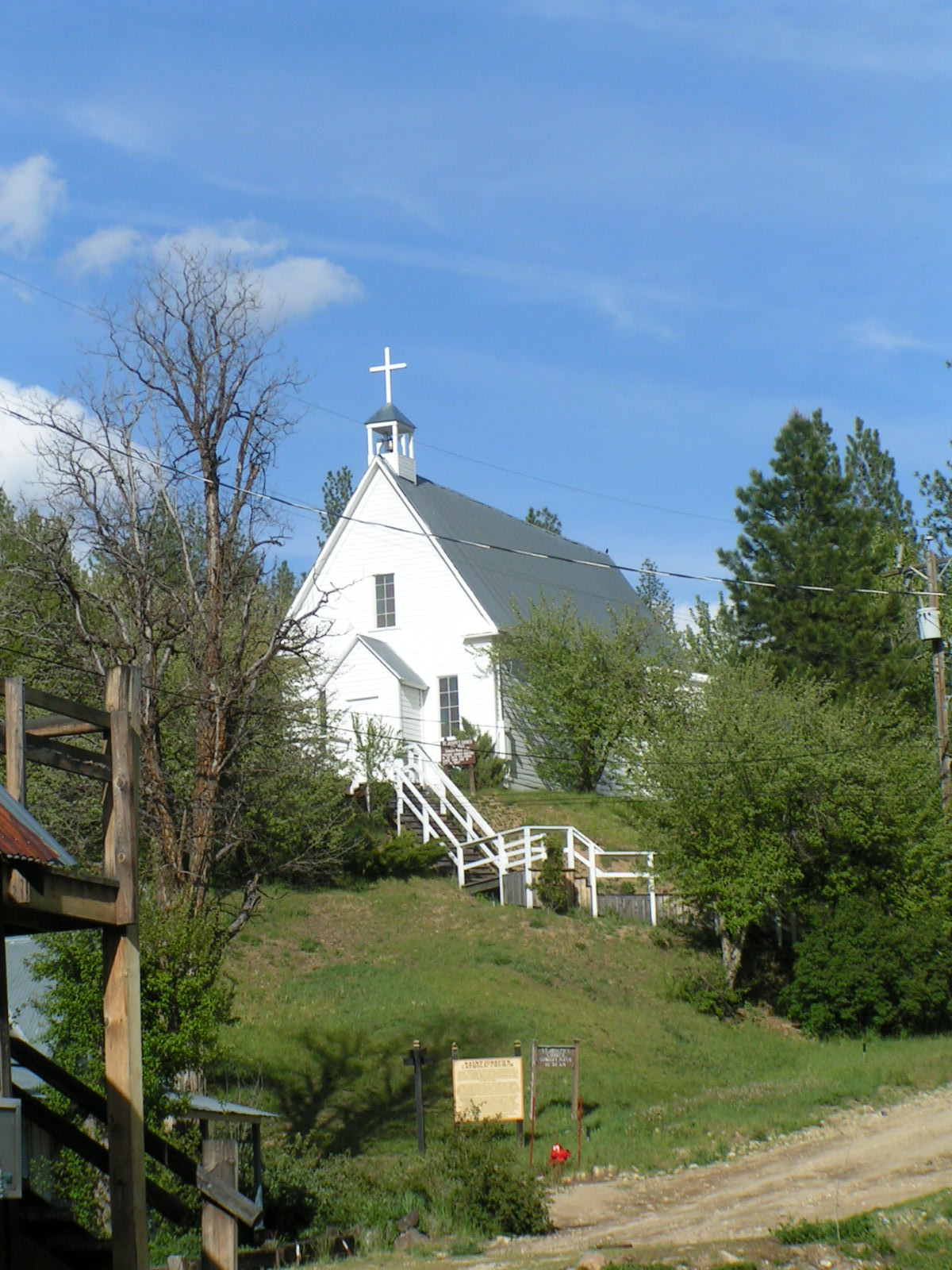
Католицька церква Святого Йосипа, 2004.

### Перепис 2010 року
Згідно з переписом 2010 року, у місті проживало 485 осіб у 216 домогосподарствах у складі 124 родин. Густота населення становила 279,5 особи/км². Було 294 помешкання, середня густота яких становила 169,4/км². Расовий склад міста: 94,2 % білих, 1,6 % індіанців, 0,8 % азіатів, 0,6 % інших рас, а також 2,7 % людей, які зараховують себе до двох або більше рас. Іспанці та латиноамериканці незалежно від раси становили 4,9 % населення.
Із 216 домогосподарств 28,2 % мали дітей віком до 18 років, які жили з батьками; 43,5 % були подружжями, які жили разом; 9,7 % мали господиню без чоловіка; 4,2 % мали господаря без дружини і 42,6 % не були родинами. 37,0 % домогосподарств складалися з однієї особи, у тому числі 11,1 % віком 65 і більше років. У середньому на домогосподарство припадало 2,25 мешканця, а середній розмір родини становив 2,97 особи.
Середній вік жителів міста становив 42,2 року. Із них 23,9 % були віком до 18 років; 6,5 % — від 18 до 24; 22,6 % від 25 до 44; 34,1 % від 45 до 64 і 13 % — 65 років або старші. Статевий склад населення: 51,1 % — чоловіки і 48,9 % — жінки.
Середній дохід на одне домашнє господарство  становив 48 170 доларів США (медіана — 29 583), а середній дохід на одну сім'ю — 64 474 долари (медіана — 49 167). За межею бідності перебувало 25,2 % осіб, у тому числі 30,9 % дітей у віці до 18 років та 40,9 % осіб у віці 65 років та старших.
Цивільне працевлаштоване населення становило 181 осіб. Основні галузі зайнятості: сільське господарство, лісництво, риболовля — 26,0 %, освіта, охорона здоров'я та соціальна допомога — 21,5 %, будівництво — 12,2 %, мистецтво, розваги та відпочинок — 10,5 %.

### Перепис 2000 року
Згідно з переписом 2000 року, у місті проживало 458 осіб у 191 домогосподарствах у складі 119 родин. Густота населення становила 252,6 особи/км². Було 257 помешкань, середня густота яких становила 141,8/км². Статевий склад міста: 92,36 % білих, 3,06 % індіанців, 0,87 % азіатів, 0,66 % інших рас і 3,06 % людей, які зараховують себе до двох або більше рас. Іспанці та латиноамериканці становили 1,53 % населення.
Із 191 домогосподарства 34,6 % мали дітей віком до 18 років, які жили з батьками; 46,1 % були подружжями, які живуть разом, 12,0 % мали господиню без чоловіка, і 37,2 % не були родинами. 30,9 % домогосподарств складалися з однієї особи, у тому числі 5,8 % віком 65 і більше років. У середньому на домогосподарство припадало 2,38 мешканця, а середній розмір родини становив 3,00 особи.
Віковий склад населення: 29,3 % віком до 18 років, 6,1 % від 18 до 24, 28,4 % від 25 до 44, 28,4 % від 45 до 64 і 7,9 % років і старші. Середній вік жителів — 37 року. Статевий склад населення: 49,3 % — чоловіки і 50,7 % — жінки.
Середній дохід домогосподарств у місті становив US$28 068, родин — $33 295. Середній дохід чоловіків становив $25 750 проти $20 000 у жінок. Дохід на душу населення в місті був $13 370. Приблизно 17,3 % родин і 19,3 % населення перебували за межею бідності, включаючи 28,7 % віком до 18 років і 5,9 % від 65 і старших.